# 熊谷渡
熊谷 渡（くまがい わたる、1982年5月10日 - ）は、日本のバスケットボール選手である。ポジションはポイントガード、シューティングガード。大塚商会アルファーズ、レラカムイ北海道、富山グラウジーズに所属した。
青森県出身。習志野市立第一中学校から八千代高校に入学し全国大会にも出場、3年次には主将を務めた。拓殖大学では李相佰杯、ウィリアム・ジョーンズカップなど国際大会も経験し、卒業後はJBLの大塚商会アルファーズに入団した。しかしバスケットボールに集中するためプロ選手志向を持った熊谷は2007年にJBL・レラカムイ北海道に移籍したが、同じポジションの桜井良太らの陰に隠れ活躍できず、1シーズンで戦力外通告を受け退団。さらに翌シーズンの移籍のために受験したトライアウトの最中に前十字靱帯断裂の重傷を負い、1年間のリハビリを余儀なくされた。
2009年、bjリーグの富山グラウジーズに入団。2009-2010シーズンは41試合に出場し、出場時間408分間を数えたが、このシーズン限りで退団し、現役を引退した。